# De trein van 5 voor 12
De trein van 5 voor 12 is een hoorspel van Wolfgang Kirchner. Großer Bahnhof werd op 25 augustus 1967 door de Österreichischer Rundfunk uitgezonden. Karel Ruyssinck vertaalde het en de TROS zond het uit op woensdag 29 september 1976. De regisseur was Bert Dijkstra.

## Rolbezetting
- Joke van den Berg (Olga)
- Sara Heyblom (Käthe von Plaggenburg)
- Piet Ekel (Strasser)
- Willy Ruys (Bieber)
- Lies de Wind (Hanna)
- Gijsbert Tersteeg (Ladislaus)
- Frans Vasen (Ferdi)
- Jan Borkus (Sebald)
- Nina Bergsma (Moritz)
- Tonny Foletta (Heinrich)
- Gerrie Mantel (Marguerite)

## Inhoud
Hoofdpersoon is de oude freule Käthe von Plaggenburg. Zij is een van die mensen met een veel te grote drang naar vrijheid, een rijke verbeelding en een te lang jong gebleven hart. Daarom wordt ze voor dement gehouden en op haar kasteel Plaggenburg onder het wakend oog van een verzuurde verpleegster geïsoleerd van de dorpsbewoners uit de streek. De oude dame is echter bij lange na niet zo naïef als haar bewakers denken en giet stelselmatig de koffie over de planten die daarvan op hun beurt snel aftakelen. Eén droom heeft Käthe: ze wil graag nog een keer buiten de omheining van de kasteeltuin komen om op het stationnetje van Plaggenburg nog eens een trein te zien vertrekken, uit het station dat er al jaren verlaten bij ligt. De verpleegster en haar handlangers zijn wel bereid dit spelletje mee te spelen en als verstandige mensen de oude demente vrouw een pleziertje te bezorgen…